# O'pen BIC
A Bic O'pen, muitas vezes referida como a Bic Open, é um veleiro de mão única desenvolvido para velejadores mais jovens. Desenvolvido por Design Vitali, o barco foi lançado em 2006. É uma classe internacional, como reconhecido pela Federação Internacional de Vela (ISAF) , ea partir de 2010, 3.500 barcos foram vendidos 
O casco de polietileno termoformado é auto-drenagem. No caso de um virado ou água de transporte por algum outro meio, a água flui para baixo simplesmente o chão inclinado do posto de pilotagem e para fora do painel de popa aberta.
A segunda parte, 2,1 kg, O'pen mastro Bic é feito de um composto epoxi de fibra de vidro. A lança é feita de alumínio. Estas realizar uma m2sail feita a partir de 4,5 K.Film - Poliéster, com sarrafos de corpo inteiro de tensão ajustável. A menor, 3,8 m2 vela feita apenas de Dacron (poliéster) também está disponível. A sonda é permutável com a do Optimist.
As folhas são fabricadas de epóxi compósito.
O peso ideal para um usuário deste barco é 65 kg